# انقلاب (فلم 1984)
انقلاب هو فيلم هندي من إخراج راما راو تاتيني انتج عام 1984 تدور قصة الفيلم حول كيف تتغير قناعات طرأت على حياة رجل فقير عاش بين رجال طبقة السياسية ورجال الأعمال وسقوط رجال السياسة في وحل الفساد، حين تداخلت مصالحهم للوصول إلى سدت السلطة، الفيلم من بطولة أميتاب باتشان ، سريديفي ، تشاندراشيخار دوبي ، أوتبال دت ، افتخار ، شافي انمدار، تي. جاين، بينشو كابور، ساتيندرا كابور، شاكتي كابور ، قادر خان ، فيجو خوتي، رام موهان، بورنيما، جاغديش راج ورانجيت. إنه طبعة جديدة من فيلم كانادا تشاكريفويها (1983).

## الروابط الخارجية
- مقالات تستعمل روابط فنية بلا صلة مع ويكي بيانات
- Inquilaab  في قاعدة بيانات الأفلام على الإنترنت (بالإنجليزية)